# Phiale geminata
Phiale geminata là một loài nhện trong họ Salticidae.
Loài này thuộc chi Phiale. Phiale geminata được Frederick Octavius Pickard-Cambridge miêu tả năm 1901.